# Брент, Ричард
Ричард Пэйрс Брент (англ. Richard Peirce Brent, родился 20 апреля 1946, Мельбурн) — австралийский математик и специалист в области вычислительной техники, заслуженный профессор Австралийского национального университета и профессор университета Ньюкасла в Австралии. С марта 2005 по март 2010 год получал федеративную стипендию правительства Австралии, предназначенную для удержания в стране высококвалифицированных специалистов. Работает в областях разработки вычислительных алгоритмов, теории чисел, факторизации, генерации псевдослучайных последовательностей, компьютерной архитектуры и анализа алгоритмов.

## Биография
В 1970 году Брент свёл задачу поиска билинейного алгоритма для быстрого умножения матриц типа алгоритма Штрассена к решению системы кубических уравнений Брента..
В 1973 году он опубликовал высокоточный комбинированный метод численного решения уравнений, который не требует вычисления производной, и впоследствии стал популярен как метод Брента.
В 1975 году он и Юджин Саламин независимо друг от друга на базе алгоритма Гаусса – Лежандра разработали алгоритм Саламина — Брента, использованный для высокоточного вычисления числа {\displaystyle \pi }. Брент доказал, что все элементарные функции, в частности, log(x) и sin(x) могут быть вычислены с заданной точностью за время того же порядка, что и число {\displaystyle \pi } методом, использующим арифметико-геометрическое среднее Карла Фридриха Гаусса.
В 1979 году Брент показал, что первые 75 миллионов комплексных нолей Дзета функции Римана лежат на критической линии в согласии с гипотезой Римана.
В 1980 году Брент и нобелевский лауреат Эдвин МакМилан нашли новый алгоритм для высокоточного вычисления постоянной Эйлера-Маскерони {\displaystyle \gamma }, используя функции Бесселя, и показали, что {\displaystyle \gamma } может быть рациональным числом p/q, только если целое q больше чем 1015000.
В 1980 году Брент и Джон Поллард факторизовали восьмое число Ферма, используя модифицированный Ρ-алгоритм Полларда. Впоследствии Брент факторизовал десятое и одиннадцатое числа Ферма, используя алгоритм факторизации с помощью эллиптических кривых Ленстры.
В 2002 году Брент, Сэмули Ларвала и Пол Цимерман обнаружили очень большие примитивные трёхчлены над полем Галуа GF(2):
{\displaystyle x^{6972593}+x^{3037958}+1.}
Степень трёхчлена 6972593 является показателем степени в простом числе Мерсенна.
В 2009 году Брент и Циммерман обнаружили примитивный трехчлен:
{\displaystyle x^{43112609}+x^{3569337}+1.}
Число 43112609 также является показателем степени в простом числе Мерсенна.
В 2010 году Брент и Циммерман опубликовали книгу об арифметических алгоритмах для современных компьютеров — «Modern Computer Arithmetic», (Cambridge University Press, 2010).
Брент является членом Ассоциации вычислительной техники, IEEE, SIAM и Академии Наук Австралии. В 2005 году Академия Наук Австралии наградила Брента медалью Ханнана.

## Статьи
- Brent R. P. Algorithms for Minimization without Derivatives (англ.) — Englewood Cliffs: Prentice Hall, 1973. — 195 p. — ISBN 978-0-13-022335-7
- Brent R. P. Multiple-Precision Zero-Finding Methods and the Complexity of Elementary Function Evaluation (англ.) // Analytic Computational Complexity / J. F. Traub — Academic Press, 1976. — P. 151–176. — 250 p. — doi:10.1016/B978-0-12-697560-4.50014-9 — arXiv:1004.3412
- Brent R. P. On the Zeros of the Riemann Zeta Function in the Critical Strip (англ.) // Mathematics of Computation — AMS, 1979. — Vol. 33, Iss. 148. — P. 1361—1372. — ISSN 0025-5718; 1088-6842 — doi:10.1090/S0025-5718-1979-0537983-2
- Brent R. P., McMillan E. Some New Algorithms for High-Precision Computation of Euler's Constant (англ.) // Mathematics of Computation — AMS, 1980. — Vol. 34, Iss. 149. — P. 305—312. — ISSN 0025-5718; 1088-6842 — doi:10.1090/S0025-5718-1980-0551307-4
- Brent R. P., Pollard J. M. Factorization of the Eighth Fermat Number (англ.) // Mathematics of Computation — AMS, 1981. — Vol. 36, Iss. 154. — P. 627—630. — ISSN 0025-5718; 1088-6842 — doi:10.1090/S0025-5718-1981-0606520-5
- Brent R. P. Factorization of the Tenth Fermat Number (англ.) // Mathematics of Computation — AMS, 1999. — Vol. 68, Iss. 225. — P. 429–451. — ISSN 0025-5718; 1088-6842 — doi:10.1090/S0025-5718-99-00992-8
- Brent R. P., Larvala S., Zimmermann P. A primitive trinomial of degree 6972593 (англ.) // Mathematics of Computation — AMS, 2005. — Vol. 74, Iss. 250. — P. 1001—1002. — ISSN 0025-5718; 1088-6842 — doi:10.1090/S0025-5718-04-01673-4
- Brent R. P., Zimmermann P. The Great Trinomial Hunt (англ.) // Notices of the American Mathematical Society / F. Morgan — AMS, 2011. — Vol. 58. — P. 233—239. — ISSN 0002-9920; 1088-9477 — arXiv:1005.1967